# Rhinopalpa acharis
Rhinopalpa acharis är en fjärilsart som beskrevs av Hans Fruhstorfer 1913. Rhinopalpa acharis ingår i släktet Rhinopalpa och familjen praktfjärilar. Inga underarter finns listade.